# Fundoshi

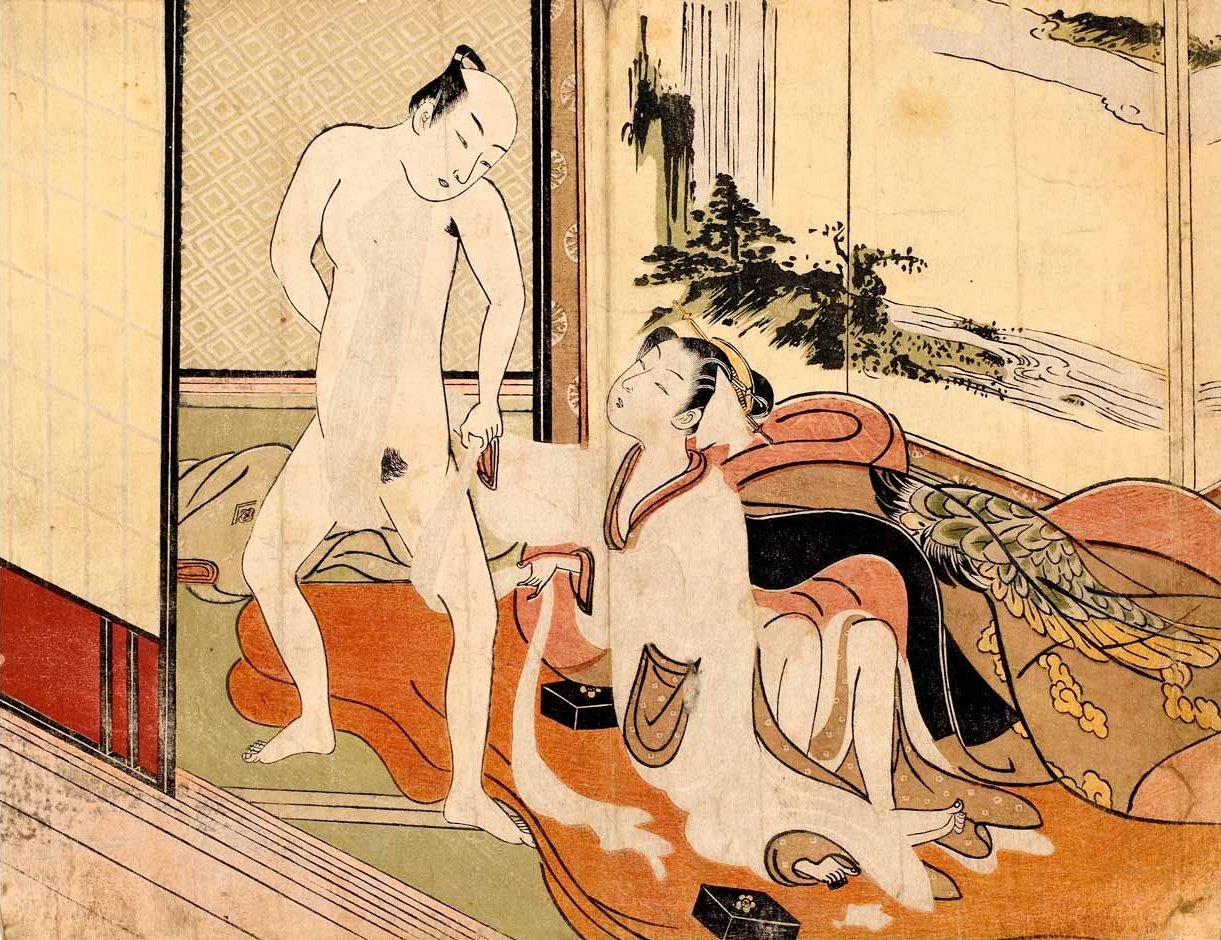
Mujer japonesa ayudando a hombre a ponerse un fundoshi, de una serie sin título, Suzuki Harunobu c. 1770.

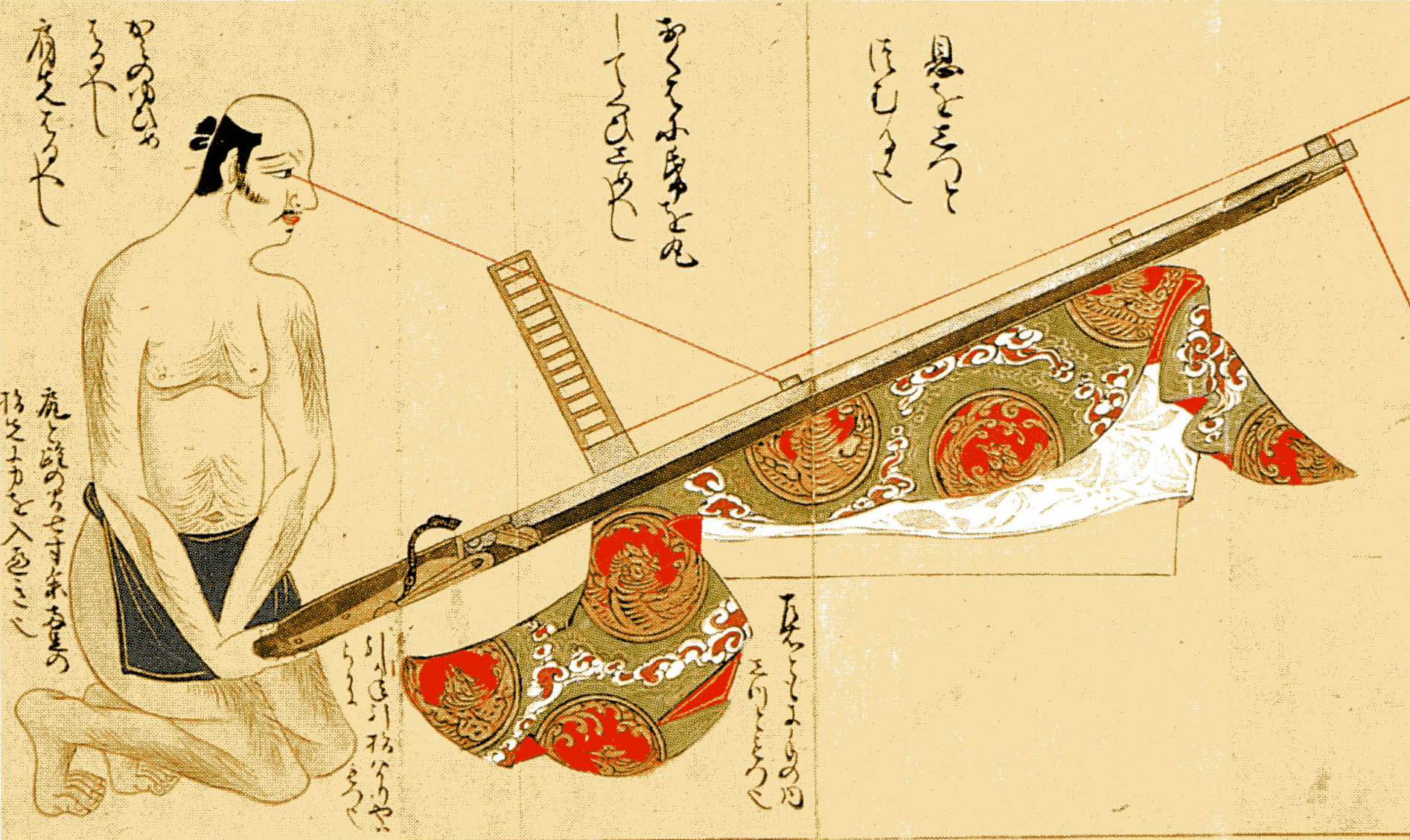
Japonés apuntando con arma y usando Fundoshi, Páginas del manual de tiro «Treinta y dos posiciones de puntería», de la Escuela de Tiro Inatomi (1595).

Un fundoshi (褌 o ふんどしfundoshi?) es una pieza grande de tela que se anuda al cuerpo para formar una especie de tanga que deja las nalgas al descubierto. Hasta antes de la Segunda Guerra Mundial, el fundoshi fue la prenda de ropa interior para hombres y mujeres más usada en Japón, sin embargo, rápidamente quedó fuera de uso después de la guerra, con la llegada de la nueva ropa interior al mercado japonés, como las trusas y los bóxers.

## Usos
Hoy en día se sigue usando entre luchadores de sumo, como traje de baño y como prenda para estar en casa.

## Tipos
Hay muchos tipos de fundoshi: el Rokushaku, el Kuroneko, el Mokko y el Etchū.